# Фридрих фон Дорщат
Фридрих фон Дорщат 'Млади' (на немски: Friedrich von Dorstadt; † сл. 1306) е рицар (1291) от род фон Дорщат в района на Волфенбютел в Долна Саксония.
Той е син на Конрад фон Дорщат (1232 – 1269) и съпругата му Гертруд фон Амерслебен († 1262), дъщеря на Валтер фон Амерслебен († сл. 1239) и на Друткиндис (Гертруд).
Родът се нарича също „господари и графове фон Шладен“.

## Фамилия
Фридрих фон Дорщат се жени за Мехтилд фон Щернберг († сл. 1316), дъщеря на граф Хойер I фон Щернберг († сл. 1299) и Агнес фон Липе († сл. 1307). Те имат четири сина и една дъщеря:

- Конрад
- Фридрих
- Валтер
- Буркхард
- Аделхайд, съпруга I. на Херман фон Шермке, II. на ван дер Асебург-Лехеде, III. на Йордан фон Найндорф